# Vladimír Kellner
Vladimír Kellner (12. ledna 1949 Praha – 3. listopadu 2022) byl český vědec, výzkumník, manažer, který pracoval prakticky celý život ve Výzkumném ústavu pivovarském a sladařském, a.s. v Praze VÚPS). Řešil výzkumné úkoly převážně z oblasti cizorodých látek v pivovarství a sladařství. Ve VÚPS působil v letech 1979 až 2011.

## Život
Po maturitě na střední všeobecně vzdělávací škole se zaměřením na matematiku a fyziku v roce 1967 vystudoval Vysokou školu chemicko-technologickou v Praze (VŠCHT), specializace makromolekulární chemie. Diplomovou práci obhájil v roce 1972. Ihned poté nastoupil na Ústav makromolekulární chemie ČSAV jako vědecký aspirant. Kandidátskou disertační práci obhájil v roce 1976.
V roce 1979 přešel na Výzkumný ústav pivovarský a sladařský, kde se zprvu zabýval stabilizací piva pomocí nových polymerních stabilizátorů. V roce 1980 byl pověřen, aby založil a vybudoval oddělení speciálních analýz, které jako jediné pracoviště v Československu začalo provádět stanovení N-nitrosaminů a těžkých kovů v pivu a ve sladu. Rozsah analýz cizorodých látek se rychle rozšiřoval a oddělení se personálně zvětšovalo. Později se oddělení rozšířilo a přejmenovalo na Analytickou zkušební laboratoř (AZL) a pod jeho vedením bylo akreditováno Českým institutem pro akreditaci. V rozmezí let 1982 – 1991 byl také zástupcem ředitele. V letech 1995 a 1996 byl pověřen řízením VÚPS. Ve funkci vedoucího AZL byl až do svého odchodu do důchodu v roce 2011. Od června 2005 do října 2010 byl členem a zároveň předsedou dozorčí rady VÚPS, a. s. Po odchodu do důchodu v roce 2011 podle potřeby spolupracoval s Ústavem biotechnologie VÚPS v Praze.
Od roku 1995 popularizoval problematiku Pivo a zdraví u odborné i laické veřejnosti, pro čtenáře i pro posluchače rádií.

## Činnost v mezinárodních organizacích
Od roku 1991 do roku 2011 byl za Československo a později za Česko členem Analytické komise Evropské pivovarské konvence (Analysis Committee of the European Brewery Convention; AC EBC). Od roku 1994 byl předsedou Komise pro pivo a později, po jejím rozšíření, byl předsedou Komise pro pivo a mladinu. V této funkci byl až do ukončení činnosti v komisi a AC EBC v roce 2011 v důsledku odchodu do důchodu. V letech 1998 až 2002 byl navíc předsedou několika odborných subkomisí EBC.
Od 2001 byl členem databáze expertů „EBC Database of Experts“ pro oblasti přirozené kontaminanty, exogenní kontaminanty, pivo a zdraví.

## Ostatní aktivity
Byl předsedou redakční rady časopisu Kvasný průmysl v letech 1996 až 2009.
Byl dlouholetým členem České akademie zemědělských věd (ČAZV; Odbor výživy obyvatelstva a jakosti potravin). Od roku 2002 byl členem Rady ČAZV a České chemické společnosti.
Po několik let byl členem zkušební komise pro státní doktorské zkoušky doktorandů doktorského studijního oboru F–4 Biofyzika, chemická a makromolekulární fyzika Matematicko-fyzikální fakulty University Karlovy.
Externě přednášel o cizorodých látkách na VŠCHT studentům Ústavu kvasné chemie a bioinženýrství.
V roce 2014 mu ČAZV udělila Stříbrnou medaili za mimořádný přínos k rozvoji vědy a výzkumu v agrárním sektoru.

## Publikační činnost
Je autorem a spoluautorem více než 170 publikací v domácích a zahraničních odborných časopisech a autorem a spoluautorem téměř 300 přednášek a posterů.
Přednášel doma i v zahraničí na kongresech, sympoziích a seminářích.
Je spoluautorem několika knih.
Ve svých pracích se věnoval hlavně analytice cizorodých látek, jejich vlastnostem a účinkům a potom také problematice Pivo a zdraví, hlavně s důrazem na pozitivní účinky umírněného, ale pravidelného pití piva na zdraví konzumenta. S touto problematikou patřil k průkopníkům jak doma, tak i v Evropě na poli EBC.

### Knihy
- Ed. Davídek, J.: 1995. Natural Toxic Compounds of Foods, Formation and Change During Food Processing and Storage. CRC Press, Boca Raton, FL, USA. 280 p. ISBN 978-0849346231.
- Kosař, K., Procházka, S. a kolektiv autorů: 2000, Technologie výroby sladu a piva, Praha. 1. Vydání Výzkumný ústav pivovarský a sladařský, 398 s. ISBN 80-902658-6-3 (váz.)
- Basařová, G. a kol.: 2014: Sladařství. Teorie a praxe výroby sladu. Havlíček Brain Team, Praha. EAN 9788087109472, ISBN 978-80-87109-47-2, 626 s.

### Články v časopisech

#### Články V. Kellnera v časopise Kvasný průmysl
- Kvasný průmysl [online]. Výzkumný ústav pivovarský a sladařský. Dostupné online.

#### Články V. Kellnera v ostatních časopisech
- HORÁK, T., ČULÍK, J., ČEJKA, P., JURKOVÁ, M., KELLNER, V., DVOŘÁK, J., HAŠKOVÁ, D.: Analysis of Free Fatty Acids in Beer: Comparison of Solid–Phase Extraction, Solid–Phase Microextraction, and Stir Bar Sorptive Extraction. J. Agric. Food Chem. 57, 2009, 11081–11085 (DOI: 10.1021/jf9028305).
- KELLNER, V.: Pivo jako lék po menopauze? Klimakterická medicína 14 (4), 2009, 20–26
- HORÁK, T., ČULÍK, J., KELLNER, V., JURKOVÁ, M., ČEJKA, P., HAŠKOVÁ, D., DVOŘÁK, J.: Analysis of Selected Esters in Beer: Comparison of Solid-Phase Microextraction and Stir Bar Sorptive Extraction. J.Inst. Brew. 116(1), 2010, 81–85
- ČEJKA, P., HORÁK, T., DVOŘÁK, J., ČULÍK, J., JURKOVÁ, M., KELLNER, V., HAŠKOVÁ, D.: Monitoring of the distribution of some heavy metals during brewing process. Ecol. Chem. Eng. 18 (1), 2011, s. 67–74
- HORÁK, T., ČULÍK, J., KELLNER, V., ČEJKA, P., HAŠKOVÁ, D., JURKOVÁ, M., DVOŘÁK, J.: Determination of Selected Beer Flavours: Comparison of a Stir Bar Sorptive Extraction and a Steam Distillation Procedure J.Inst. Brew. 117(4), 2011, 617–621
- HORÁK, T., ČULÍK, J., JURKOVÁ, M., ČEJKA, P., DVOŘÁK, J., HAŠKOVÁ, D., KELLNER, V.: Využití extrakce na míchací tyčince při analýze některých senzoricky aktivních látek v pivu a její porovnání se zavedenými postupy. Chem. Listy 105, 2011, s. 488-492
- JURKOVÁ, M., HORÁK, T., HAŠKOVÁ, D., ČULÍK, J., ČEJKA, P., KELLNER, V.: Control of antioxidant beer activity by the mashing process. J.Inst. Brew. 118(2), 2012, 230–235

a další

### Přehled přednášek a posterů
- ČEJKA, P., DVOŘÁK J., ČULÍK, J., JURKOVÁ, M., HORÁK, T., KELLNER, V.: Toxické kovy v pivovarském procesu. Skrývá pivo jedovaté kovy? Pivovarsko–sladařský seminář, Plzeň 23. – 24. října 2008.
- DVOŘÁK, J. DOSTÁLEK, P., ČEJKA, P., KELLNER, V., ČULÍK, J.,JURKOVÁ, M., HORÁK, T.: Porovnání metod stanovení oxidu siřičitého v pivu. Pivovarsko–sladařský seminář, Plzeň 23. – 24. října 2008.
- HORÁK, T., KELLNER, V., ČULÍK, J., JURKOVÁ, M., ČEJKA, P.: New approach in determination of some beer flavours. Nový přístup k určování některých příchutí piva. Pivovarsko–sladařský seminář, Plzeň 23. – 24. října 2008.
- ČULÍK J., HORÁK T., KELLNER V., ČEJKA P., JURKOVÁ, M.: Alternative sample preparation procedure for determination of diacetyl and 2,3-pentanedione in beer. Alternativní postup přípravy vzorků pro určení diacetylu a 2,3-pentandionu v pivu. Pivovarsko–sladařský seminář, Plzeň 23. – 24. října 2008.
- KELLNER V., ČULÍK J., HORÁK T., JURKOVÁ M., ČEJKA P.: V. Faster gas chromatography analyses in brewing analytics. Rychlejší analýzy plynovou chromatografií v analytice výroby piva. Pivovarsko–sladařský seminář, Plzeň 23. – 24. října 2008.
- HORÁK, T., KELLNER, V., JURKOVÁ, M., ČULÍK, J., ČEJKA, P.: Quality control during analysis of pollutants in beer using statistical control of surrogate standard. Central European Conference ECOpole 08, Piechowice (PL) 23. – 25.10.08. 8)
- DVOŘÁK J., KELLNER V., ČEJKA P., ČULÍK J., HORÁK T., JURKOVÁ M., DOSTÁLEK P.: Fuchsin Index. 32nd EBC Congress, Hamburg, Germany, 10th–14th May 2009.
- DOSTÁLEK P., DVOŘÁK J., ŠTĚRBA K., ČEJKA P., KELLNER V., ČULÍK J., BEINROHR E.: Determination of sulphur dioxide by flow-through chronopotentiometry and its importance for brewing practice. 32nd EBC Congress, Hamburg, Germany, 10th–14th May 2009.
- ČULÍK J., HORÁK T., KELLNER V., JURKOVÁ M., ČEJKA P., DVOŘÁK J: Quantitative analysis of the content of aromatic alcohols in Czech beer using SPE and GC-MS. 32nd EBC Congress, Hamburg, Germany, 10th–14th May 2009.
- HAŠKOVÁ D., JURKOVÁ M., KELLNER V., ČEJKA P., ČULÍK J., HORÁK T., DVOŘÁK J.: Antioxidative characteristics of the Czech beer and the methods of their determination. Vitamins 2009 – Nutrition and Diagnostic, Brno 31.08. – 2.09.2009.
- DVOŘÁK J., ČEJKA P., KELLNER V., ČULÍK J., HORÁK T., JURKOVÁ M., HAŠKOVÁ D.: Characterization of the Czech-type beer. Vitamins 2009 – Nutrition and Diagnostic, Brno 31.08. – 2.09.2009.
- HORÁK, T., ČULÍK, J., JURKOVÁ, M., ČEJKA, P., KELLNER, V., HAŠKOVÁ, D., DVOŘÁK, J.: Comparison of possibilities of Solid-phase microextraction and Stir bar sorptive extraction for determination of some beer flavors. Euroanalysis 2009, 6.-10.9.2009, Innsbruck, Rakousko
- KELLNER, V., ČEJKA, P.: Některé zdravotní aspekty spojené s konzumací piva. Znojemský hrozen 2009, Znojmo 16.09.2009.
- DVOŘÁK, J., KELLNER, V.: Pivovarské mýty. Znojemský hrozen 2009, Znojmo 16.09.2009.
- ČEJKA, P., KELLNER, V.: Typy cizích piv. Znojemský hrozen 2009, Znojmo 16.09.2009.
- ČEJKA, P., HORÁK, T., ČULÍK, J., DVOŘÁK, J., JURKOVÁ, M., KELLNER, V., HAŠKOVÁ, D.: Monitoring of the distribution of some heavy metals during brewing process. ECOpole 09, 14.-17.10.09, Piechowice, Polsko.
- HORÁK, T., ČULÍK, J., JURKOVÁ, M., ČEJKA, P., KELLNER, V., HAŠKOVÁ, D., DVOŘÁK, J.: Srovnání využití SPME a SBSE metod v pivovarské analytice (poster). 23. Pivovarsko-sladařské dny, 14.-16.10.2009, České Budějovice.
- DVOŘÁK, J., KELLNER, V., ČEJKA, P., ČULÍK, J., HORÁK, T., JURKOVÁ, M., DOSTÁLEK, P.: Fuchsin Index (poster). 23. Pivovarsko-sladařské dny, 14.-16.10.2009, České Budějovice.
- DOSTÁLEK, P. DVOŘÁK, J., ŠTĚRBA, K., ČEJKA, P., KELLNER, V., ČULÍK, J., BEINROHR, E.: Stanovení oxidu siřičitého metodou průtokové chronopotenciometrie a jeho význam pro pivovarskou praxi (poster). 23. Pivovarsko-sladařské dny, 14.-16.10.2009, České Budějovice.
- ČEJKA, P., ČULÍK, J., DVOŘÁK, J., HORÁK, T., JURKOVÁ, M., KELLNER, V.: Nové poznatky o senzorickém charakteru českého piva. 23. Pivovarsko-sladařské dny, 15.-16.10.09, České Budějovice.
- HAŠKOVÁ, D., JURKOVÁ, M., KELLNER, V., ČEJKA, P., ČULÍK, J., HORÁK, T., DVOŘÁK, J.: Současné metody pro stanovení antioxidační aktivity – využití pro určení rozdílů mezi tuzemskými a zahraničními pivy. 23. Pivovarsko-sladařské dny, 15.-16.10.09, České Budějovice.
- ČULÍK, J., HORÁK, T., JURKOVÁ, M., ČEJKA, P., DVOŘÁK, J., KELLNER, V.: Stanovení aromatických alkoholů v českém pivu s využitím SPE a GC–MS. 23. Pivovarsko-sladařské dny, 15.-16.10.09, České Budějovice.
- KELLNER, V., ČEJKA, P., ČULÍK, J., JURKOVÁ, M., HORÁK, T., DVOŘÁK, J.: Pivo jako potravina. 23. Pivovarsko-sladařské dny, 14.-16.10.2009, České Budějovice.
- HORÁK, T., ČULÍK, J., JURKOVÁ, M., ČEJKA, P., KELLNER, V., DVOŘÁK, J., HAŠKOVÁ, D.: Comparison of Solid-Phase Extraction, Solid-Phase Microextraction and Stir Bar Sorptive Extraction in Analysis of Free Fatty Acids in Beer. 34th International Symposium on Capillary Chromatography. Riva del Garda, 30.5.-4.6.2010.
- HORÁK, T., ČULÍK, J., KELLNER, V., ČEJKA, P., HAŠKOVÁ, D., JURKOVÁ, M., DVOŘÁK, J.: Analyses of Selected Beer Flavours: Comparison of Stir Bar Sorptive Extraction and Steam Distillation Procedure. 16th International Symposium on Separation Science, Rome, 6.-10.9.2010.
- ČULÍK, J., HORÁK, T., KELLNER, V., JURKOVÁ, M., ČEJKA, P., HAŠKOVÁ, D., DVOŘÁK, J.: New approach in the determination of chlorobenzenes in brewing water. Central European Conference ECOpole10, Piechowice, Polsko, 14.-16.10.2010.
- KELLNER, V.: Pivo a jeho pozitivní účinky na zdraví. 12. konference klinické farmakologie České lékařské společnosti Jana Evangelisty Purkyně, České Budějovice, 15.–16.10.2010.
- KELLNER, V.: Pivo a zdraví – převládající mýty a realita. Seminář „Sladovnický ječmen – strategická komodita pro rok 2011“. Větrný Jeníkov, 25.12.2010.
- ČULÍK, J., HORÁK, T., ČEJKA, P., JURKOVÁ, M., DVOŘÁK, J., KELLNER, V.: Nonvolatile N-nitrosamines in European beers of Pilsner types. 33rd EBC Congress, Glasgow, Great Britain, 22nd–26th May 2011.

a další